# El 28
«El 28» es la primera canción que el grupo de pop español La Oreja de Van Gogh hizo sonar en las radios en España, siendo un verdadero éxito. Pertenece a su primer disco Dile al sol. Ha sido tocado en varias giras del grupo, tanto con Amaia Montero como con Leire Martínez.

## Historia
La canción está dedicada a la línea 28 de los autobuses urbanos de San Sebastián, la más usada y famosa de la capital donostiarra, que va desde el bulevar hasta la Ciudad Sanitaria pasando por el barrio de Amara. Relata la historia de una chica que recuerda a su ex cuando lo ve desde la parada del autobús del mismo nombre que la canción.

## Videoclip
El video fue rodado en Madrid. Se trata de un pequeño concierto con algunas imágenes de la grabación de Dile al sol, entre las que aparece el cantante Mikel Erentxun, que colaboró en varias canciones del álbum realizando coros.

## Sencillo
Versión promocional
1. «El 28» - 2:49

Versión comercial
1. «El 28» - 2:49
2. «Déjate Llevar» - 3:31

## Trayectoria en las listas
| Posición | 24 | 21 | 17 | 13 | 9 | 9 | 15 | 13 | 17 | 18 |